# Terre d'Israël
Pour les articles homonymes, voir Israël (homonymie).
 (février 2023).

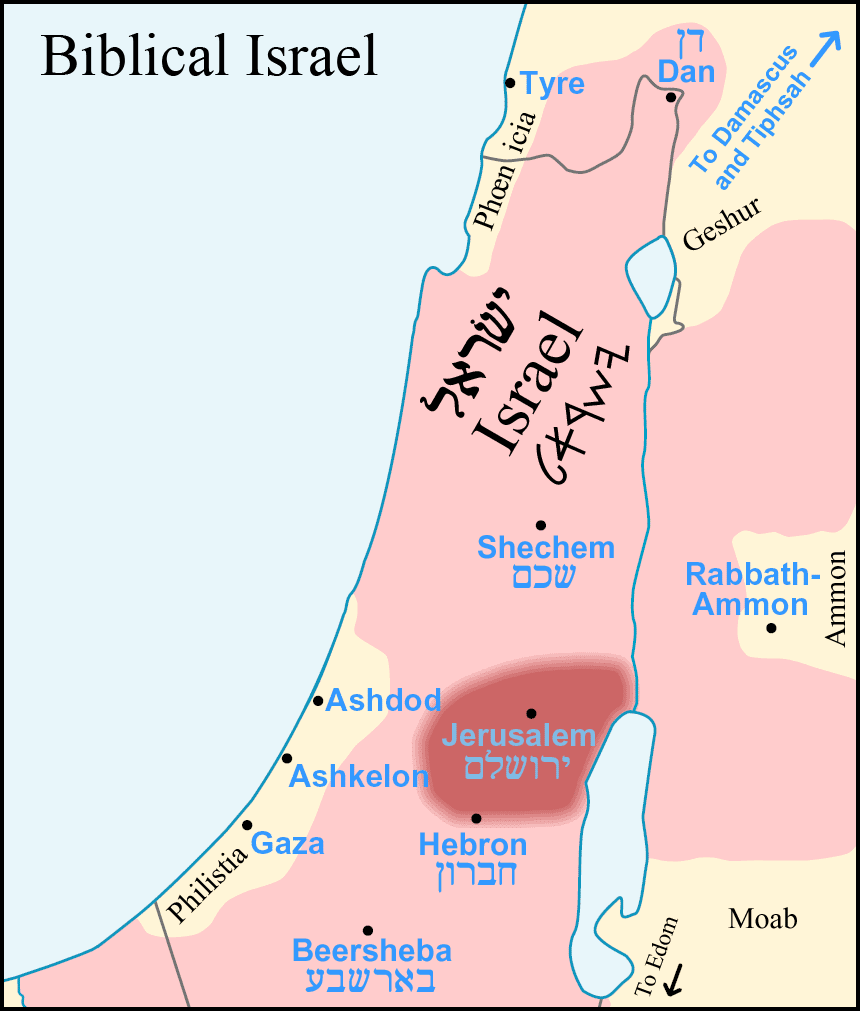
La terre d'Israël approximative, lors de l'époque biblique

Carte du royaume d’Israël et de Juda en -926

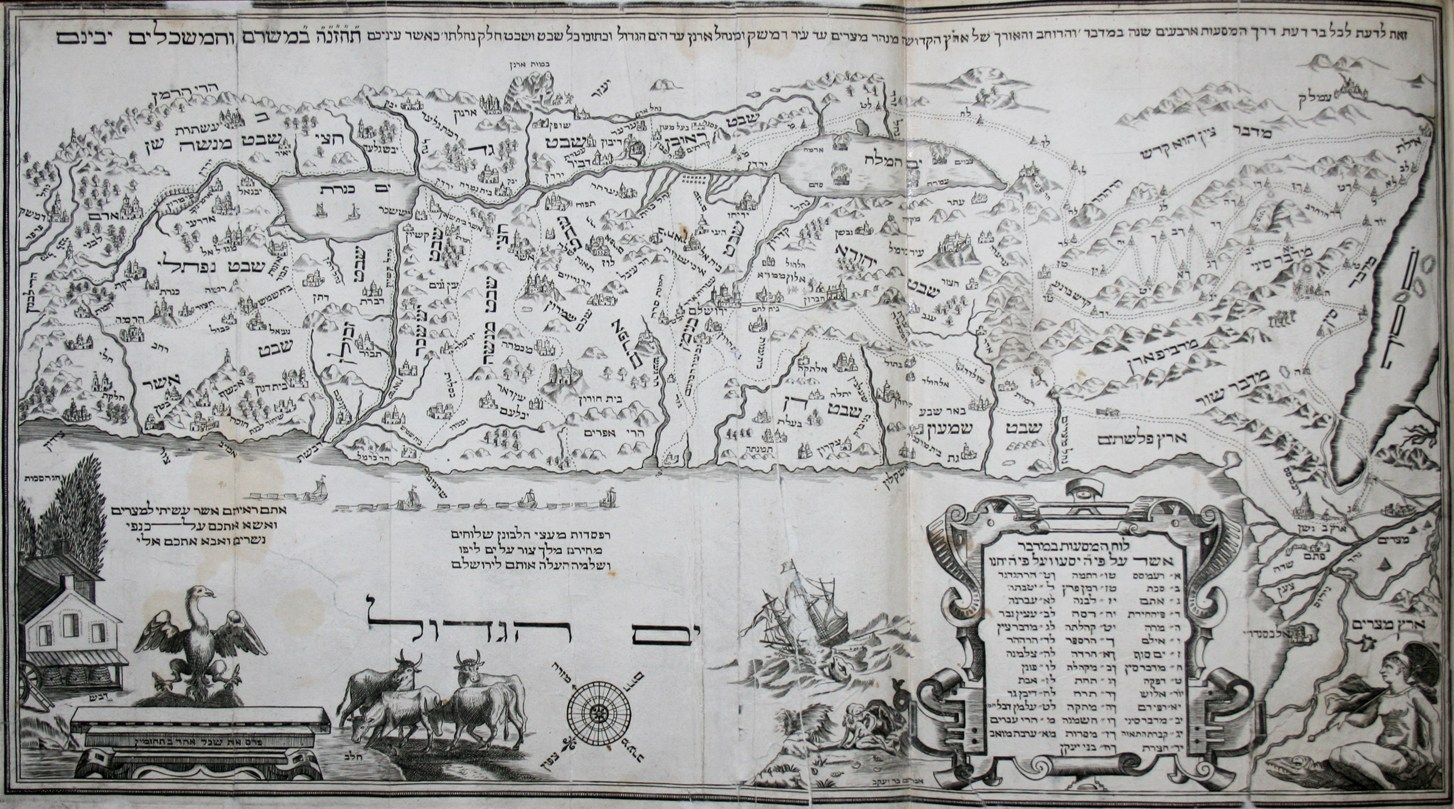
Eretz Israel - Carte illustrant la Haggada d’Amsterdam (1695).

La Terre d'Israël  (en hébreu : ארץ ישראל, Eretz Yisrael) est une étendue géographique comprenant les anciens royaumes d’Israël et de Juda, berceau du peuple juif.

## Présentation
Dans la Bible, « Terre d'Israël » désigne :
- un terme religieux, car renvoyant à un don divin ; il est utilisé pour la première fois dans Samuel 1 13:19[1] ;
- un terme géographique. La définition géographique donnée par la Bible est d’ailleurs floue : dans certains textes bibliques, on parle de la Terre donnée comme allant du « fleuve d’Égypte jusqu’au grand fleuve, au fleuve d’Euphrate » (de l’Égypte à l’actuel Irak)[2], d’autres se limitent à une zone comprise entre la mer et le fleuve Jourdain, correspondant peu ou prou à la région appelée Palestine[3],[4],[5] ;
- un terme politique : c’est la terre donnée aux Juifs pour s’y installer, puis à partir du roi Saül pour s’y construire un État.

Ce terme est utilisé tant par les Juifs que les chrétiens au cours de l’histoire (pour l’étymologie de ce nom, voir Israël (Bible)). Cette Eretz Israel est également appelée « Terre promise » des Juifs en référence à la première promesse qu’a faite Dieu à Abraham, Isaac et Jacob de donner ce pays à eux et en héritage à leur descendance, dans la Genèse : « Et je t'ai donné à toi et à ta postérité la terre de tes pérégrinations, toute la terre de Canaan comme possession indéfinie » (Gn 17:8)
L'expression « Terre sainte » est souvent utilisée par les chrétiens en référence à la vie de Jésus en ces lieux.
À la suite de plusieurs exils, la nation juive est dispersée à travers le monde antique et plus tard à travers le monde. Un lien spirituel fort, invoqué notamment dans la Déclaration d’indépendance de l’État d’Israël, la rattache toujours à cette terre.

## Appellations historiques
- La Terre de Canaan : Dans la Torah, la Terre d'Israël est généralement appelée la « Terre de Canaan », du nom de Canaan, fils de Cham et petit-fils de Noé.
- Terre d'Israël : le terme « Israël » figure sur une stèle égyptienne datant du XIIIe siècle avant notre ère[6],[7]. Avec la prise du territoire par les Israélites, elle est connue comme la Terre d'Israël.
- Judée : Avec la division de la terre d'Israël en deux royaumes (Judée et Israël), le nom « Israël »ne fait plus que référence au royaume d'Éphraïm. À l'époque perse, la terre d'Israël est connue comme l'« État de Judée » et lors de la période hasmonéenne la terre est connue comme « Terre de Juda » et ne comprend plus la Galilée.
- Palestine : Au Ier siècle de notre ère, les écrivains juifs Philon d'Alexandrie et Flavius Josèphe utilisent la terminologie grecque «Palestine» ou « Syrie-Palestine » pour désigner l'ensemble de la Terre d'Israël, mais ce n'est qu'au siècle suivant que l'empereur romain Hadrien, change ce nom et établit la province de Palestine après la destruction des Juifs de la terre d'Israël. Le mandat britannique sur la Palestine rétablit cette appellation dès son établissement en 1920.
- Terre sainte ou Terre promise : Dans les traditions abrahamiques, pour désigner la terre promise aux enfants d'Israël.
- Elle est également appelée dans la tradition juive : Le « pays des cerfs » (ארץ הצבי), « beau pays »(ארץ חמדה), la« terre des Hébreux » (ארץ העברים), ou simplement « la Terre » (הארץ).

## Dans les sources juives

### Bible

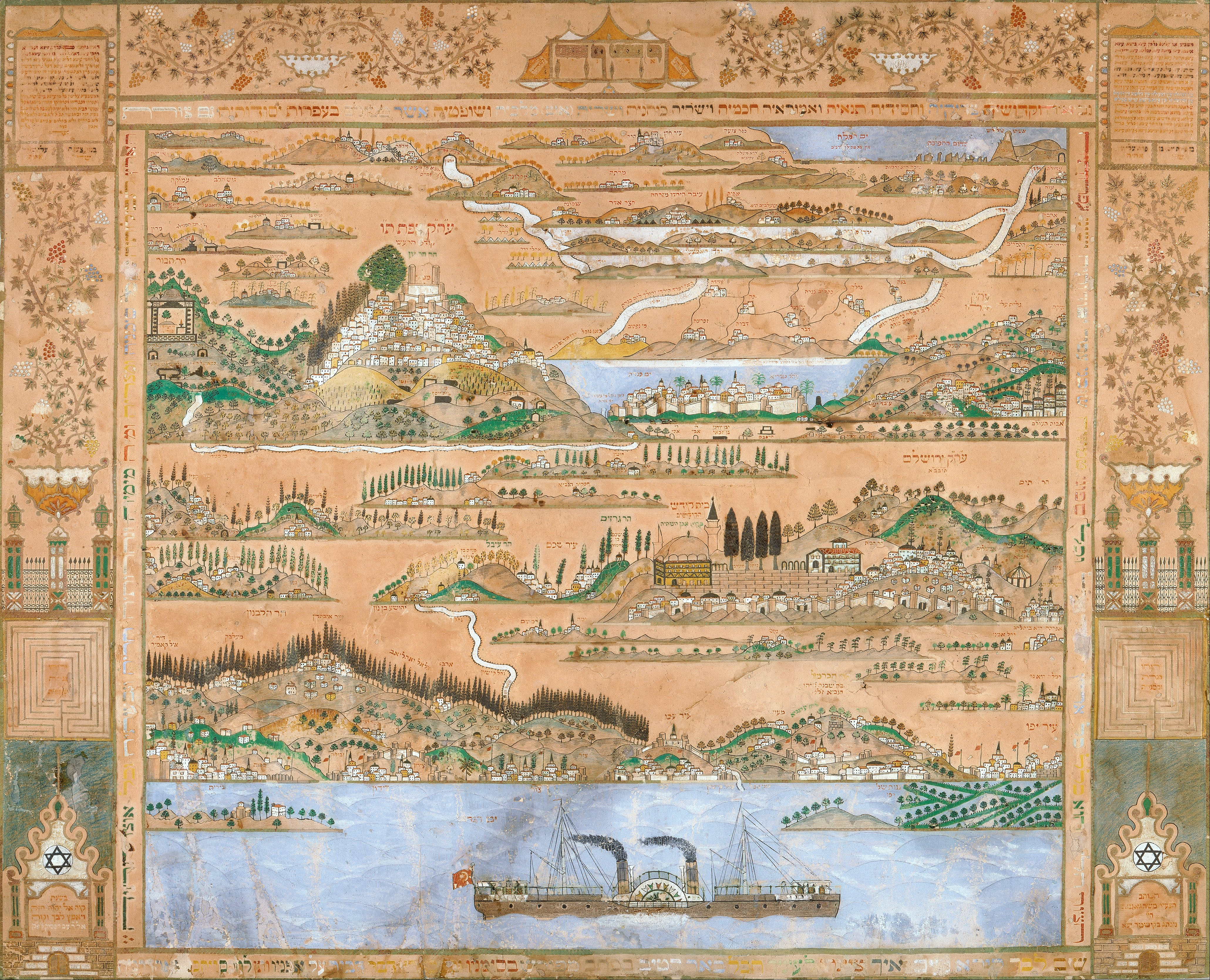
Panorama de la terre d'Israël et ses sites par Moshe Ganbash (Shiviti, Istanbul, 1838/39), Jewish Museum de New York.

La Bible mêle au long de ses 24 Livres injonctions et récits relatifs à la terre d’Israël, ainsi que de multiples définitions territoriales d’Eretz Israël. La première accompagne la promesse de Dieu faite à Abraham, dans la Genèse : « C’est à ta descendance que je donne ce pays, du fleuve d’Égypte au grand fleuve, le fleuve Euphrate ». Ailleurs, la Bible est moins précise : « J’établirai ton territoire de la mer des Joncs à la mer des Philistins, et du désert au fleuve ». Les contours de la Terre donnée sont donc partagés entre une version maximale et une version minimale.
La terre d'Israël est décrite comme la « Terre de lait et de miel » (hébreu : אֶרֶץ זָבַת חָלָב וּדְבָשׁ), comme il est dit dans Deutéronome 7.9 : Car l'Éternel, ton Dieu, t'amène dans une bonne terre, une terre de ruisseaux et de sources dans la vallée et la montagne : blé et orge, vigne et figue et grenade, terre d'olivier et miel : une terre qui, sans danger, etc.
Il existe également de nombreuses lois régissant la manière de traiter la terre d'Israël. Ces lois s'appliquent à tous les Juifs, et l'attribution de la terre elle-même dans l'alliance s'applique à tous les Juifs, y compris les convertis. 

### Littérature rabbinique
Selon la loi religieuse juive (Halakha), certaines lois ne s'appliquent qu'aux Juifs vivant en Terre d'Israël et dans certaines régions de Jordanie, du Liban et de Syrie (faisant partie de l'Israël biblique et actuellement, pays limitrophes). Il s'agit notamment des lois agricoles telles que la Chemita (année sabbatique) ; des lois sur la dîme (Maaser rishon, Maaser sheni, Maaser ani) ; des pratiques charitables pendant l'agriculture ; et des lois concernant la fiscalité. Une source populaire énumère 26 des 613 mitsvot comme étant liées à la Terre d'Israël. 
Selon le philosophe Menachem Lorberbaum, les frontières consacrées de la Terre d'Israël comprises par les exilés de retour différaient à la fois des frontières bibliques et préexiliques. En cartographiant le territoire conformément aux traditions bibliques tout en reflétant simultanément l’étendue de la colonisation juive dans la région à leur époque, la littérature rabbinique a non seulement sanctifié le territoire mais a également établi une continuité symbolique qui a lié les communautés juives contemporaines à leurs ancêtres à l’époque biblique. 
Le Talmud de Jérusalem (traité Shabbat) déclare : « Quiconque se trouve sur la Terre d'Israël... et parle la Langue Sainte, et récite le Shema matin et soir, se voit promettre la vie dans le monde à venir ».
Selon certaines autorités religieuses juives, chaque Juif a l'obligation de résider en Terre d'Israël et ne peut la quitter que pour des raisons autorisées (par exemple, pour se marier). 

### De nos jours
De nombreuses lois religieuses qui étaient en vigueur dans l'Antiquité en terre d'Israël sont toujours en vigueur dans l'État d'Israël contemporain. D'autres en revanche n'ont pas été rétablies car l'État d'Israël n'adhère pas à la loi juive traditionnelle. Cependant, des parties du territoire actuel d'Israël, comme la Arabah, sont considérées par certaines autorités religieuses comme étant situées en dehors de la Terre d'Israël aux fins de la loi juive, et selon elles, les lois religieuses ne s'y appliquent pas. 

## Christianisme
Au début du Ve siècle, le théologien Augustin d'Hippone soutient dans sa Cité de Dieu que le royaume terrestre ou « charnel » d'Israël a atteint son apogée sous les règnes du roi David et de son fils Salomon. Il poursuit cependant en précisant que cette possession est conditionnelle : « ... la nation hébraïque devait rester sur la même terre par la succession de la postérité dans un état inébranlable même jusqu'à la fin de cet âge mortel, si elle obéissait aux lois du Seigneur son Dieu »

## Dans les sources islamiques

### Dans le Coran
Le Coran fait référence implicite ou explicite à la terre d'Israël à plusieurs reprises :
- Dans la sourate Al-A'raf 7:137, concernant les enfants d’Israël[21],[22] : « Et les gens qui étaient opprimés (ou « considérés comme faibles », selon Ibn Kathir[23]), Nous les avons fait hériter les contrées orientales et occidentales de la terre que Nous avons bénies [correspondant à la terre d'Israël[21],[24]]. Et la très belle promesse de ton Seigneur sur les enfants d'Israël s'accomplit pour prix de leur endurance. Et Nous avons détruit ce que faisaient Pharaon et son peuple, ainsi que ce qu'ils construisaient[25]. »
- Dans la sourate Al-Ma'ida 5:21, Moïse dit : « Ô mon peuple, entre dans la terre sainte [correspondant à la terre d'Israël[26],[27]] qu'Allah a décrété pour toi, et ne te rebelle pas à moins que tu ne deviennes perdant »[28]. Mais Allah leur interdit ce pays pendant quarante ans « durant lesquels ils erreront sur la terre »[29]. De plus, dans la sourate Les poètes (verset 26:57-59), après que les enfants d'Israël sortirent d'Égypte, Allah leur donna en héritage « des jardins, des sources, des trésors et d'un lieu de séjour agréable » en terre d'Israël[30].
- Dans la sourate Le voyage nocturne 17:104 « Et après lui, Nous dîmes aux fils d’Israël : Habitez la terre [correspondant à la terre d'Israël[31]] et lorsque s’accomplira la promesse de la vie future, Nous vous ferons revenir en foule »[32].
- Dans la sourate Yunus 10:93 « Certes, Nous avons établi les Enfants d'Israël dans un endroit honorable [correspondant à la terre d'Israël[33]], et leur avons attribué comme nourriture de bons aliments. Par la suite, ils n'ont divergé qu'au moment où leur vint la science. Ton Seigneur décidera entre eux, au Jour de la Résurrection sur ce qui les divisait »[34].

Les exégèses (Tafsir) définissent la terre appartenant aux enfants d’Israël comme étant la région de la Palestine,,, comprenant parfois la Jordanie ainsi que parfois la région de Syrie en fonction des moufassirs.
Certains commentateurs proposent cependant que les Israélites héritèrent (aussi) de la souveraineté de la terre d'Égypte. Notamment en se basant sur la sourate Le récit (28:5-6) : « Mais Nous voulions favoriser ceux qui avaient été faibles sur terre et en faire des dirigeants et en faire les héritiers, et les établir [les Israélites] puissamment sur terre, et faire voir à Pharaon, à Haman, et à leurs soldats, ce dont ils redoutaient » (la Syrie et l'Égypte d’après le Tafsîr Al Jalalayn et la terre d'Égypte d'après Ibn Abbâs). Cette interprétation est largement contestée et cette problématique se retrouve dans la sourate Al-Baqara (2:61) : « …Descendez donc à n'importe quelle ville… », « à n'importe quelle ville » (misr) est traduit par un certain nombre de traducteurs par « en Égypte ». D'après Tabari, il n'y a pas d'indication dans le Coran ou dans les Hadiths qui permettraient de décider laquelle des interprétations est la vraie, cependant Tabari préfère l'interprétation de Ubayy et d'Ibn Masud ainsi que d'Al-Basrî et Ibn al-Rabi selon laquelle il est question de l'Égypte. Abu Muslim al-Khawlani (en) et Ibn Zayd proposent qu'il est question de la ville sainte (Jérusalem). Al Suddi, Quatadah et Mujahid proposent qu'il est question d' « une ville du pays ». Muhammad Asad suggère que la phrase ne soit pas prise au sens littéral. Concernant la sourate La fumée (44:25-28) « Que de jardins et de sources ils laissèrent [derrière eux], que de champs et de superbes résidences, que de délices au sein desquels ils réjouissaient. Il en fut ainsi et Nous fîmes qu'un autre peuple en hérita », à savoir, les enfants d’Israël, d’après le Tafsîr Al Jalalayn et Ibn Abbâs.

## La faune et la flore

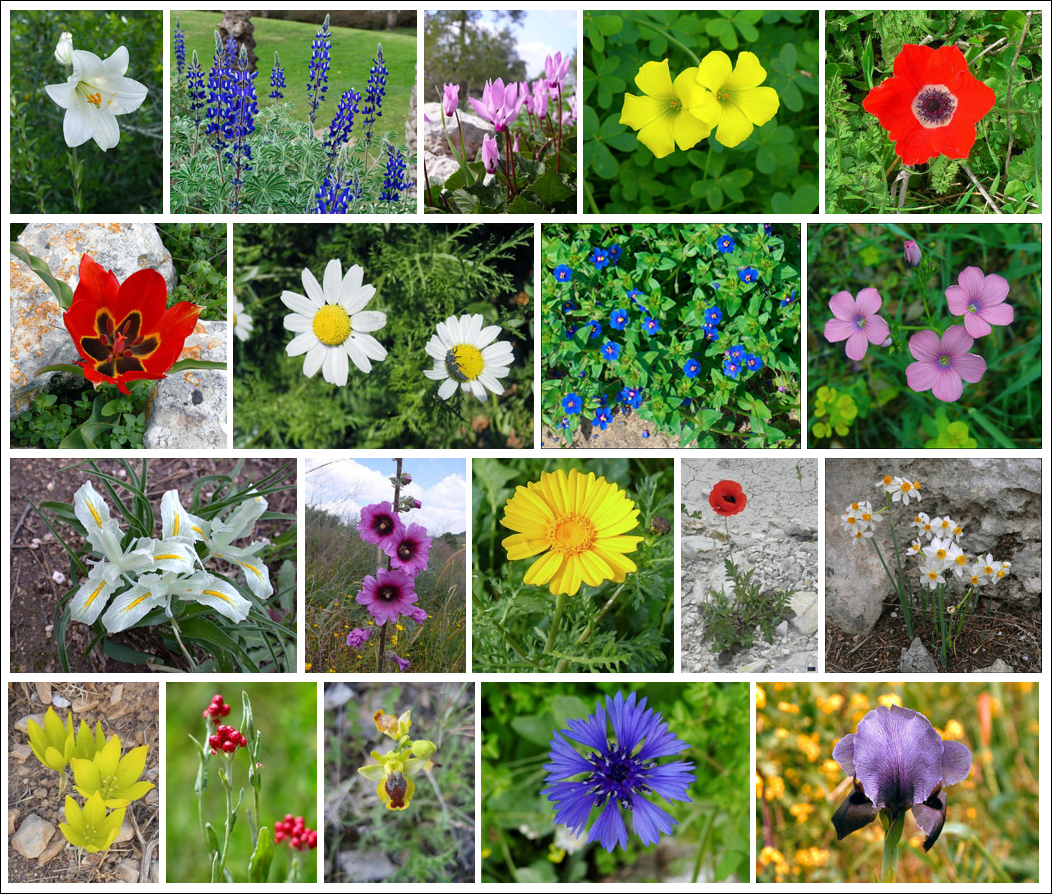
Fleurs de la terre d'Israël

La Terre d'Israël relie l'Afrique, l'Asie et l'Europe. Sa végétation se caractérise ainsi par une grande diversité due à la multitude de zones climatiques différentes, de la région irano-touranienne au nord au climat désertique du Néguev au sud.
La flore de la Terre d'Israël comprend environ 2 600 espèces de plantes, en dehors des plantes cultivées. Parmi ces plantes, plus de 264 sont protégées. Les formes de végétation les plus courantes sont les forêts, terres boisées et broussailles méditerranéennes. Les arbres typiques sont l'olivier, le chêne, le pistachier térébinthe, le figuier, le caroubier et l'acacia. Avec la création de l'État d'Israël, le KKL a commencé à planter de nombreuses forêts, pour la plupart des forêts de conifères.
Le désert du Néguev est peuplé par des espèces animales désertiques, les champs par de petits animaux et parmi les espèces sur le mont Hermon figurent la vipère. Il existe 33 espèces de chauves-souris, des dauphins méditerranéens et des requins du golfe d'Aqaba sont parfois observés dans les eaux qui détient également un récif corallien.
Israël est sur le chemin de la migration des oiseaux de beaucoup, y compris les grues, les cigognes, les pélicans et divers canards. Beaucoup d'entre eux s'arrêtent en Israël pour se reposer et se nourrir, en particulier dans la région des étangs de la vallée de la Houla. La terre d'Israël est devenue une importante destination mondiale pour l'observation des oiseaux.
De nombreuses espèces, comme les lions ou les ours ont disparu de la terre d'Israël.